# ATP-toernooi van Manchester
Het ATP-toernooi van Manchester was een tennistoernooi voor mannen dat tussen 1990 en 1994  op de ATP-kalender stond. Het werd gehouden in de Britse stad Manchester.
Het toernooi verhuisde in 1995 naar Nottingham.

## Finales

### Enkelspel
| Jaar | Winnaar           | Runner-up          | Score          |
| ---- | ----------------- | ------------------ | -------------- |
| 1994 | Patrick Rafter    | Wayne Ferreira     | 7-6(5), 7-6(4) |
| 1993 | Jason Stoltenberg | Wally Masur        | 6-1, 6-3       |
| 1992 | Jacco Eltingh     | MaliVai Washington | 6-3, 6-4       |
| 1991 | Goran Ivaniševic  | Pete Sampras       | 6-4, 6-4       |
| 1990 | Pete Sampras      | Gilad Bloom        | 7-6(9), 7-6(3) |

### Dubbelspel
| Jaar | Winnaars                           | Runners-up                    | Score         |
| ---- | ---------------------------------- | ----------------------------- | ------------- |
| 1994 | Rick Leach Danie Visser            | Scott Davis Trevor Kronemann  | 6-4, 4-6, 7-6 |
| 1993 | Ken Flach Rick Leach               | Stefan Kruger Glenn Michibata | 6-4, 6-1      |
| 1992 | Patrick Galbraith David Macpherson | Jeremy Bates Laurie Warder    | 4-6, 6-3, 6-2 |
| 1991 | Omar Camporese Goran Ivaniševic    | Nick Brown Andrew Castle      | 6-4, 6-3      |
| 1990 | Mark Kratzmann Jason Stoltenberg   | Nick Brown Kelly Jones        | 6-3, 2-6, 6-4 |

1990 · 1991 · 1992 · 1993 · 1994
ITF-toernooien (mannen en vrouwen)

ATP-toernooien (mannen) – ATP-seizoen 2025

WTA-toernooien (vrouwen) – WTA-seizoen 2025

Voormalige toernooien mannen
Voormalige toernooien vrouwen
Voormalige amateurtoernooien